# Protazy Chŏng Kuk-bo
Św. Protazy Chŏng Kuk-bo (kor. 정국보 프로타시오) (ur. 1799 r. w Songdo, Korea – zm. 20 maja 1839 r. w Seulu) – męczennik, święty Kościoła katolickiego.

## Życiorys
Protazy Chŏng Kuk-bo urodził się w rodzinie szlacheckiej. O wierze katolickiej usłyszał w wieku ponad 30 lat, został ochrzczony kilka lat później. Widząc jego wiarę chiński ksiądz Yu Bang-je powierzył mu opiekę nad nowo kupionym domem, w którym zatrzymywali się ludzie ze wsi, którzy przybyli aby otrzymać sakramenty. Protazy Chŏng Kuk-bo doglądał ten dom i troszczył się o przybyłych. Usługiwał im razem ze swoją żoną, stanowili oni przykład chrześcijańskiego życia.
Po rozpoczęciu prześladowań Protazy Chŏng Kuk-bo i jego żona w kwietniu 1839 r. byli wśród pierwszych, którzy trafili do więzienia. Poddano go torturom, które początkowo go nie złamały. Po pewnym czasie uległ jednak namowom połączonym z różnymi obietnicami i wyrzekł się wiary. Natychmiast został uwolniony i odesłany do domu. Zaczął głęboko żałować swojego odstępstwa i nie mógł jeść ani spać. Spędzał cały czas w żalu, łzach, na modlitwie i skrusze. Ostatecznie zdecydował się przyznać się do swojej wiary. Poszedł z powrotem do sądu, żeby odwołać swoje wyrzeczenie wiary. Strażnicy, usłyszawszy po co przyszedł, nie chcieli wpuścić go do środka. Wrócił pod sąd trzeciego dnia (12 maja), ale ponownie straż go nie wpuściła. W związku z tym czekał na zewnątrz, aż sędzia wyjdzie na zewnątrz. W końcu udało mu się go spotkać i powiedział, że chce umrzeć jako katolik. Sędzia polecił osadzić go ponownie w więzieniu. Poddano go torturom, ale tym razem wytrwał i nie wyrzekł się wiary. Zmarł w więzieniu 20 maja 1839 r.

## Dzień obchodów
20 września (w grupie 103 męczenników koreańskich).

## Proces beatyfikacyjny i kanonizacyjny
Beatyfikowany 5 lipca 1925 r. przez Piusa XI, kanonizowana 6 maja 1984 r. przez Jana Pawła II w grupie 103 męczenników koreańskich.